# Ataenius borjae
Ataenius borjae är en skalbaggsart som beskrevs av Zdzisława Stebnicka 2005. Ataenius borjae ingår i släktet Ataenius och familjen Aphodiidae. Inga underarter finns listade.